# Eugénie Martinet
Œuvres principales
- Primo dono (1925)
- Al piccolo Giulio (1929)
- La Dzouére entzarmaie (1935)
- Se vuoi ti guido io (1957)
- Meison de berrio, meison de glliése (1964)

Eugénie Martinet, ou même Nini, (Aoste, 2 novembre 1896 – Aoste, 23 janvier 1983) était une poétesse italienne originaire de la Vallée d'Aoste.

## Biographie
Fille de César Martinet et d'Angèle Fournier, Eugénie Martinet fait partie d'une des plus importantes familles aostoises : son grand-père Jules Martinet avait été syndic, et son oncle, Jean-Laurent, député du Parlement du royaume de Sardaigne. Son père était un avocat socialiste. Sa famille avait surtout un fort esprit d'appartenance à la terre et au peuple valdôtains, ainsi qu'un fort engagement politique.
Son frère Charles avait dû émigrer en France pour avoir refusé de prêter le jurement fasciste ; sa sœur Léa se battait toujours en première ligne pour les idéaux communistes ; la deuxième sœur Dora s'était mariée avec l'écrivain valdôtain Serge Solmi ; la troisième sœur Aïda fut la première femme procuratrice de la Vallée d'Aoste.
L'engagement d'Eugénie aussi s'imposa le 1er mai 1920, quand elle tint un discours public lors de la Fête du Travail, qui fut rappelé comme « Un discours bolchevique tenu par une demoiselle ».
La mort d'un ami, Dante Malagutti, remplaçant du père, lors des combats du Karst de la Première Guerre mondiale entre l'Italie et l'Autriche-Hongrie, le 24 mai 1917 frappa profondément sa sensibilité. Mais ce n'était que la première de ses guerres.
En 1920 elle épousa Luigi Dolchi, un étudiant universitaire milanais, ancien capitaine du Bataillon Aoste pendant la Première Guerre mondiale. En 1921 naquit leur fils, Jules. Ils déménagèrent à Milan, Luigi travaille à la Montecatini, Eugénie enseigne dans une école supérieure.
Dans la capitale lombarde, elle approfondit ses connaissances et sa formation du point de vue intellectuel et politique. Elle avait connu Antoine Gramsci à l'Université de Turin, à Milan elle entra en contact avec le mouvement d'avant-garde antifasciste de Riccardo Bauer.
En 1924, lorsque sa sœur Dora la rejoint à Milan, elle commence à fréquenter la maison de son mari Serge Solmi, où elle connut Umberto Saba, Eugenio Montale, Carlo Emilio Gadda, Elio Vittorini, Lalla Romano, et, après la Seconde Guerre mondiale, Ferruccio Parri, Palmiro Togliatti et Nilde Iotti.
Au moment de l'éclatement de la Seconde Guerre mondiale, en 1939, son mari est rappelé aux armes : le front occidental, les campagnes de Grèce et de Sicile, et enfin le lager en Allemagne. Il rentra en Italie en 1946.
Son fils Jules fut un partisan, son nom de code était Dudo.
Eugénie passa ces terribles années dans la maison de son père, à Bibian, sur la colline d'Aoste.
Après la guerre, les Dolchi se réunirent à Milan. Ces années sont très intenses, de renouveau pour Eugénie.
Elle rentra à Aoste après la mort de son mari, en 1968, une période d'intense activité culturelle, où beaucoup d'amis milanais s'intéressèrent à sa Vallée d'Aoste et à son patoué.
Eugénie Martinet mourut à Bibian, sur la colline d'Aoste, le 23 janvier 1983.

## Poétique
Comme chez chaque famille noble valdôtaine, à la maison Eugénie parlait en français, et pas en patois, mais elle n'a presque jamais écrit des poèmes dans cette langue, sauf des petites exceptions qui n'ont pas été publiées.
Elle reçut son éducation scolaire en italien, l'usage du français et du francoprovençal étant interdit à l'époque en Vallée d'Aoste. Elle commença à écrire ses poèmes en italien.
Mais son art s'épanouit avec le Valdôtain, une langue peu commune qui lui permit d'expérimenter son style. Ce sont bien ses poèmes en patois qui lui ont valu les plus belles satisfactions. La langue rude des montagnards et des bergers fut exploitée par Eugénie Martinet d'une façon très originale et totalement privée de traditionalismes.
Ce n'est pas seulement un choix stylistique et sentimental. Le patois valdôtain est pour Eugénie le débouché naturel de ses convictions et de son esprit libre, de sa vie tourmentée loin de sa terre natale et de ses racines : dans cette langue elle retrouvait son identité.

## Collaborations
Les poèmes d'Eugénie Martinet ont paru sur plusieurs revues, non seulement valdôtaines :
- Il convivio letterario - Milan ;
- Il lavoro - Gênes ;
- Le Mont-Blanc - Aoste ;
- Lo partisan - Aoste ;
- Ij brandë - Turin ;
- Armanach Piemontèis - Turin ;
- Le flambeau - Aoste ;
- El tòr - Rome ;
- L'appollo buongustaio - Rome ;
- Fiore della poesia dialettale - Rome ;
- A.R.C. (revue des régions alpines) - Udine

## Extraits
« Su dove rime

Su dove rime fà ballié passadzo

i tormèn, à la joué é i dammatzo

de noutra via, é tegnè, tot aplan,

avei la guida ferma deun la man

que atten son tor sensa pèdre coradzo.

 
Pà fâta de mistéro o d'étaladzo

pe sotteni, mecllià deun lo tapadzo,

eun mottet que conserve son balan

su dove rime. »

« Deun lo tennadzo

Deun lo tennadzo iver, tzeut épouérià,
iliotzenla tëta é lo regar crouéijà,
n'en coutzà su lo flan la grossa tenna.
Lo vegnolan dijèt: l'a beurta menna,
poue: dâne, dâne, eun cou l'aièt crià.

Que de seison le jeu l'an caréchà
le douve épesse é lo sercllio sarrà,
lé, drèite é lardze come euna colenna
deun lo tennadzo.

Tot a catzon eun dzor l'à comenchà
a se leiché mouffì. Lo veun terrià,
sortì lo dèque, l'à sentu l'etzenna
doucemèn se défëre... viéllie tenna,
dz'ì apprei ton secrèt de resegnà
deun lo tennadzo. »

« Gramacì

Ah, gramacì, la via,

t'é étaie sempla é ardia

é sta mateun dze vouì me reverrié

pe tìaveitzé.

La quenta de no dove

l'a meinà l'altra? Trove

te que te m'a tzecca trop épouériaie

pe rendre saie

ma fantasì de tëta?

A carmé la tempëta

te m'a eidzaie chovèn sensa malece

douça nereusse. »

« Condzà
Devan que de quetté 'n altro cou lo paì
on tzertze de leichéan bagga que valèie,
më on a lo coeur que tremble de partì.

De seison son passaie, et lavèntze et éboulì
se mécllion a la toula: se la treucca l'è forta
sen passé lo gateuil et per pa son arbri.

Et cru come de larme que chorton sensa crì,
todzor en aveitzen l'arëta di rouëse,
l'arbro baille sa pèdze et l'ommo son espri. »